# Агаццари, Агостино
Агостино Агацца́ри (итал. Agostino Agazzari; 2 декабря 1578, Сиена — 10 апреля 1640, там же) — итальянский композитор и педагог, автор популярного учебного пособия «О том, как играть по басу» (1607).

## Очерк биографии и творчества
Учился в Сиене. Был придворным музыкантом императора Матиаса в Вене. В 1597—1602 годах органист в Сиенском соборе. С 1602 по 1607 работал преимущественно в Риме, где два года (1602—1603) руководил музыкой Германской коллегии, а в 1606—1607 — Римской семинарии. В 1607 году вернулся в Сиену, где до конца жизни служил капельмейстером в Сиенском соборе.
Композиторское наследие Агаццари — вокальная церковная и светская музыка в новом гомофонном стиле (с использованием basso continuo). Агаццари издал 3 сборника (3 «книги») мадригалов (1596, 1600, 1606), 2 книги духовных мадригалов (названных «madrigaletti»; 1607) и большое количество мотетов, в том числе 6 сборников под названием «Духовные песни» (Sacrae cantiones; 1602, 1603, 1606, 1607 [2], 1615), сборник 18 мотетов «Sertum roseum ex plantis Hiericho» («Розовая гирлянда из иерихонских растений», 1611), сборник 9 мотетов «Dialogici concentus» (1613), обработки псалмовых текстов, магнификаты, литании, сборник (из четырёх) месс и прочая церковная музыка.
В историю музыки Агаццари вошёл как автор небольшого пособия «О том, как играть по басу» (итал. Del sonare sopra il basso; Сиена, 1607, многие переиздания), задачей которого было научить читателя новой технике многоголосной композиции в гомофонном складе — аккомпанементу по цифрованному басу (basso continuo, в основном, с применением органа) и орнаментальному варьированию фактуры (с упором на лютню).
Агаццари крайне негативно отзывался о «невнятной» имитационной полифонии, прежде господствовавшей в музыке католической церкви, и словно в подтверждение решительного поворота композиторов к новому складу рассказывает историю о том, как Месса папы Марчелло Палестрины «спасла» церковное многоголосие от неминуемого папского запрета:

Если мне кто-то возразит, что [цифрованного] баса недостаточно для исполнения старинных сочинений, полных фуги и контрапункта, я отвечу, что такие сочинения больше не используются — из-за мешанины и словесной каши, которую порождают длинные и замысловатые фуги, и из-за того что в них нет изящества: когда поют все сразу, не ощущается ни формы ни смысла, которому препятствует фуга. И кроме того, у каждого голоса в одно и то же время свой текст, отличающийся от текста другого голоса, а это раздражает знатоков и ценителей. По причине всего вышесказанного музыка Св. Церкви едва не была запрещена верховным понтификом, если бы её не спас Джованни Палестрина своей Мессой папы Марчелло, которой он доказал, что это пороки и грехи не музыки как таковой, а композиторов.— Del sonare sopra'l basso, p.11
Эта история, которую современная наука считает вымышленной (поскольку она не подтверждается никакими документами), приобрела огромную популярность в XVIII—XIX веках и доныне воспроизводится в научно-популярных очерках о западной церковной музыке вообще и о Палестрине в частности.
Книга «Церковная музыка», опубликованная Агаццари в Сиене в 1638 году, как и пособие по генерал-басу, имеет явно дидактическую направленность и не претендует на концептуальность. Большинство духовных произведений Агаццари созданы в прогрессивном стиле раннего барокко, с использованием цифрованного баса. С другой стороны его немногочисленная светская музыка вся создана в устаревшей имитационно-полифонической технике XVI века.
Важный источник для аутентичного понимания музыки раннего барокко — многочисленные предисловия Аггацари к его сборникам, где автор обсуждает темпы, орнаментику, штрихи и прочие тонкости инструментального исполнительства.